# Nowy Kaleń
Nowy Kaleń [pronunciación en polaco: /ˈnɔvɨ ˈkalɛɲ/] es un pueblo en el distrito administrativo de Gmina Sadkowice, dentro del Distrito de Rawa, Voivodato de Łódź, en Polonia central. Se encuentra aproximadamente 4 kilómetros al sudeste de Sadkowice, 22 kilómetros al este de Rawa Mazowiecka, y 76 kilómetros al este de la capital regional, Łódź.